# Campodenno
Campodenno é uma comuna italiana da região do Trentino-Alto Ádige, província de Trento, com cerca de 1.436 habitantes. Estende-se por uma área de 25 km², tendo uma densidade populacional de 57 hab/km². Faz divisa com Tuenno, Denno, Ton, Sporminore e Spormaggiore.